# Pepe Bornoy
Pepe Bornoy, seudónimo de José Manuel Cuenca Mendoza (Málaga, 6 de octubre de 1942-24 de noviembre de 2023), fue un pintor, poeta, impresor y diseñador gráfico español.

## Biografía

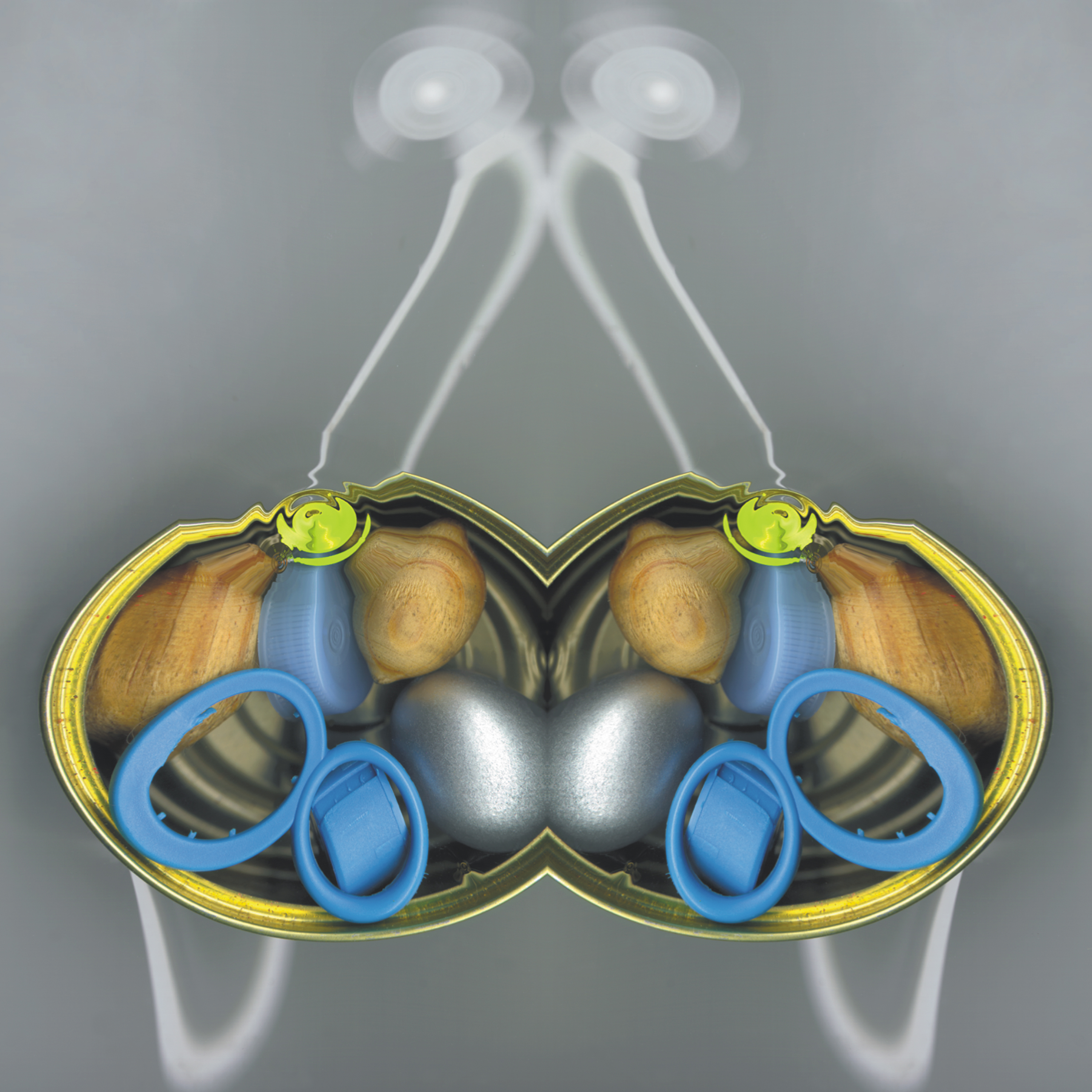
Geminis Ornamento Bezmiliana

A partir de 1960, estudia teatro, música y fotografía, actividades que sustituye en 1964 por la pintura, poesía, artículos periodísticos y ediciones de libros. Posee premios importantes, entre los que destacan: Medalla de Plata Nacional, Valencia, 1966; Medalla de Oro Nacional y Medalla Ciudad de Barcelona, Barcelona, 1968; Medalla de Oro Nacional y Primer Premio de Arte Abstracto, Alicante, 1969; Premio de la Crítica al Mejor Conjunto Artístico Presentado en la Temporada 1971/1972, Valencia, Primer Premio en la II Bienal Internacional de Arte, Málaga, 1974; Premio Internacional del Grabado Contemporáneo, Madrid, 1979, etc. 
De 1980 a 1984 crea y dirige, junto a José Infante, la colección de poesía Jarazmín. En 1997 es nombrado académico del Senado por la Academia Internacional de Arte Moderno de Roma. De 1997 a 1999 dirige la colección de poesía Ibn Gabirol del Centro Cultural Generación del 27 de la Diputación de Málaga. En diciembre de 2001, es nombrado académico de la Real Academia de Bellas Artes de San Telmo de Málaga. Desde su entrada en la corporación dirigió el Anuario de esta Institución hasta 2014 y de 2010 a 2014 ostentó el cargo de vicepresidente primero.
Ha publicado 14 libros de poesía, así como colaboraciones poéticas y artículos en revistas y periódicos.
En 2005 se inauguró el Hotel del Pintor, calle Álamos de Málaga, denominado por la Junta de Andalucía Hotel de Autor en base al interiorismo realizado por el artista, y donde se puede contemplar la exposición permanente de 98 obras digitales repartidas en todos los espacios y concebidas ex profeso para el hotel con el tema monográfico Rojo Blanco y Negro.
Realizó en 2006 el Cartel de Feria de Málaga. En 2009 ilustró y editó para la Real Academia de Bellas Artes de San Telmo, el Diccionario de pintores, escultores y grabadores en Málaga. Siglo XX de Julián Sesmero. En 2005 han puesto su nombre a una calle en el barrio de pescadores en su ciudad natal.

## Premios y distinciones
Listado de premios y distinciones honoríficas recibidos a lo largo de su trayectoria:
- 2007: Málaga: VII edición del Premio Mediterráneo de Cultura M Capital, Mención Especial al Hotel del Pintor por su originalidad artística, conceptual y funcional del espacio.
- 2006: Málaga: Distintivo de Oro de la Asociación de Artistas Plásticos de Málaga.
- 2001: Málaga: Académico de Número de la Primera Sección (Pintura) de la Real Academia de Bellas Artes de San Telmo de Málaga.
- 1996: Roma: Membro Effetivo del Senato Accadémico de la Accademia Internazionale d’Arte Moderna.
- 1984: Málaga: Palustre de Oro, Peña el Palustre.
- 1981: Marbella (Málaga): Premio Centenario Picasso, Ministerio de Cultura, Bienal Internacional de Arte.
- 1979: Madrid: Premio a la Juventud e Investigación Creadora Julio Prieto Nespereira, XXIII Salón Internacional del Grabado Contemporáneo, Museo de Arte Contemporáneo. / Marbella (Málaga): Accésit de la III Bienal Internacional de Arte.
- 1974: Málaga: Primer Premio de la II Bienal Internacional de Arte.
- 1972: Valencia: Premio de la Crítica al Mejor Conjunto Artístico presentado en la temporada 1971-1972.
- 1969: Alicante: Medalla de Oro Nacional y Primer Premio de Arte Abstracto.
- 1968: Barcelona: Medalla de Oro Nacional y Medalla Ciudad de Barcelona.
- 1967: Sevilla: Medalla de Bronce de Extremadura y Andalucía. / Málaga: Accésit del II Salón de Invierno.
- 1966: Valencia: Medalla de Plata Nacional.

## Becas
- 1974:	Málaga: Beca Goyca.
- 1973:	Málaga: Beca Picasso, Ayuntamiento.

## Libros publicados
Títulos de libros de poesía escritos por Pepe Bornoy:
- 2015: Háblame de las metáforas secretas, publicado en Zafo ediciones, colabora: Bodegas El Pimpi, Málaga.
- 2006: Terminado en binza, “Zafo, ediciones” / Ayuntamiento de Málaga.
- 2005: Universo mínimo, “Zafo, ediciones”, Málaga.
- 2002: Arte digital: opción y continuidad de un sueño controlado. Edición del discurso de entrada en la Real Academia de Bellas Artes de San Telmo.
- 1987: Celebración de las aguas, “Cuadernos de Raquel”,  Málaga.
- 1986: Mar Cómplice, “Cuadernos de María Cristina”,  Málaga.
- 1985: Almáciga (carpeta de poemas e ilustraciones), Málaga.
- 1984: Campo de Ensayo, “Zafo, ediciones”, Málaga.

Momentos convidados, “Jarazmín, Cuadernos de Poesía”, Málaga.
- 1978: Matar la luz, “Artesa”, Burgos.
- 1976: La alcuza, “Cuadernos del Sur”, Málaga.
- 1973: 004 y medio IBM y compañía, “Almoraduj”, Málaga.
- 1971: Tiempo de número, “Publicaciones el Guadalhorce”, Málaga.

## Ediciones
Listado de libros publicados:
- 2004: Catálogo que recoge toda su obra en permanencia expuesta en el Proyecto Hotel con motivo de la inauguración del Hotel del Pintor, Málaga.
- 2002: Edita Arte digital: opción y continuidad de un sueño controlado, cuaderno del discurso de su entrada en la Real Academia de Bellas Artes de San Telmo de Málaga, Fundación Unicaja y Caja Duero.
- 2001: Edición del libro-catálogo de la Exposición antológica, en el Museo Municipal, del pintor José Díaz Oliva (Ayuntamiento de Málaga).

Edita Naturas, arte digital, catálogo de la exposición del Centro de Arte Museo de Almería y de la Fundación Unicaja de Málaga.
Edita Navidades juntas, de Alfonso Canales, para la Universidad Internacional de Andalucía y La Opinión de Málaga.
- 2000: Edita Naturas, libro-catálogo compuesto por textos inéditos de 65 escritores, con motivo de la exposición del mismo título en el Museo Municipal de Málaga.
- 1997: Dirige, crea e ilustra para el Centro Cultural Generación del 27, Málaga, la colección de poesía “Ibn Gabirol”.
- 1984: Dirige la colección “Zafo ediciones”, Málaga.
- 1980/1984: Edita y dirige, junto a José Infante, los cuadernos de poesía “Jarazmín”, Málaga.

## Filmografía
Películas y documentales basados en la vida y obra de Pepe Bornoy; así mismo, también se hace referencia aquellas más genéricos en los que aparece, indistintamente, a lo largo de su metraje:
- 2006: Galvanización del blanco, de Fernando Núñez.

Pepe Bornoy, Mirando al Sur, de Pedro Luis Gómez, Televisión del diario Sur.
- 2001: Naturas, de Ricardo Arjona.
- 2000: Seres, de Regina Álvarez.
- 1999: Programa monográfico Arte Digital de Pepe Bornoy, de Jacinto Esteban, Canal Málaga TV.
- 1998: Galería de Malagueños, de Araceli González, Canal Málaga TV.
- 1970: Bornoy Sucesivamente, de Ana Pajares.
- 1969: La Pintura de Vanguardia en Málaga, de Miguel Alcobendas.

Documental para TVE, de F. Prados de la Plaza.
- 1968: Documental para TVE, de Antonio Puebla.
- 1966: Documental de No-Do.